# Щ-115
«Щ-115» — советская дизель-электрическая торпедная подводная лодка времён Второй мировой войны, принадлежит к серии V-бис проекта Щ — «Щука». При постройке лодка получила имя «Скат».

## История корабля
Лодка была заложена 19 октября 1932 года на заводе № 189 «Балтийский завод» в Ленинграде, в 1933 году была доставлена в разобраном виде на завод № 202 «Дальзавод» во Владивостоке для сборки и достройки, спущена на воду 4 апреля 1934 года, 11 октября вступила в строй, 28 января 1935 года вошла в состав 4-го дивизиона подводных лодок 2-й морской бригады Морских Сил Дальнего Востока.

### Служба
- В годы Второй мировой войны участия в боевых действиях не принимала.
- 10 июня 1949 года переименована в «С-115».
- 11 сентября 1954 года исключена из состава флота.
- 31 декабря 1954 года расформирована.

## Командиры лодки
- Верховский С. Б. (05.1934-03.1937)
- Докукин В. Б. (08.03.1937-03.04.1938)
- Марченко П. М. (07.05.1938-07.02.1939)
- Леонов И. С. (12.1938-10.1939)
- Эпштейн И. С. (29.10.1939-21.07.1943)
- Павлов Б. Н. (07.1943-12.1947)
- Колосов П. Н. (18.12.1947-30.01.1950)